# Bristol Pegasus
El Bristol Pegasus fue un motor radial británico de nueve cilindros en estrella simple, enfriado por aire usado en los años treinta y cuarenta. Bristol reutilizó este nombre muchos años después para el motor usado en el Hawker Siddeley Harrier, que luego sería conocido como el Rolls-Royce Pegasus.

## Diseño y desarrollo
El Pegasus fue diseñado por Sir Roy Fedden como una evolución del muy exitoso Bristol Jupiter de la Bristol Aeroplane Company, siguiendo las lecciones aprendidas con el proyecto del Mercury. El Mercury era un motor más pequeño que entregaba tanta potencia como el Jupiter, a través de una combinación de compresor, que mejoraba la «carga», y varios cambios que mejoraban las RPM. La potencia del motor puede calcularse multiplicando la carga por cilindro y el número de cilindros por los ciclos por segundo; el Mercury mejoraba ambas y por lo tanto desarrollaba más potencia con un tamaño similar. La primera ventaja era un muy mejorada relación peso/potencia.
El Pegasus tenía el tamaño, cilindrada y construcción general acero/aluminio similar al Jupiter, pero otras mejoras permitían incrementar la velocidad del motor de 1950 a 2600 rpm al despegue. Esto mejoraba considerablemente las prestaciones de 580 cv (430 kW) del Jupiter, al primer Pegasus II con 635 cv (474 kW), hasta 690 cv (515 kW) en el primer modelo de producción Pegasus III, e incluso en el último modelo Pegasus XXII llegando a 1.010 cv (750 kW) gracias a un compresor de dos etapas (introducido con el Pegasus XVIII) y combustible de 100 octanos. Esto dio lugar a la frase "un caballo de potencia por libra" reflejando la excelente relación potencia/peso.
Algunos usuarios famosos del Pegasus fueron el Fairey Swordfish, el Vickers Wellington y el Short Sunderland. También fue usado en los Anbo 41, Bristol Bombay, Saro London, Short Empire, Vickers Wellesley y el Westland Wallace. Al igual que el Jupiter, el Pegasus fue fabricado bajo licencia por la compañía PZL en Polonia. Equipó a los bombarderos PZL.23 Karaś y PZL.37 Łoś.
En Italia,  Alfa Romeo construyó el Jupiter (126-RC35) y el Pegasus, bajo licencia, con un motor basado en el Pegasus designado como Alfa Romeo 126-RC34 y la versión civil conocida como 126-RC10.  En Checoslovaquia fue construido por Walter Engines. 
Fueron fabricados más de 17.000 motores Pegasus. El Pegasus estableció tres récords de altura: en 1932, 1936 y 1937. Fue usado para en el primer vuelo sobre el Monte Everest, y en 1938 estableció el récord mundial de distancia.

## Usos
- ANBO IV
- Blackburn Baffin
- Boulton Paul Overstrand
- Bristol Bombay
- Fokker C.X
- Handley Page Hampden
- Handley Page Harrow
- Junkers Ju 86K-4
- LWS-6 Żubr
- PZL.23 Karaś
- PZL.37 Łoś
- Saro London
- Savoia-Marchetti S.73 (Walter Pegasus)

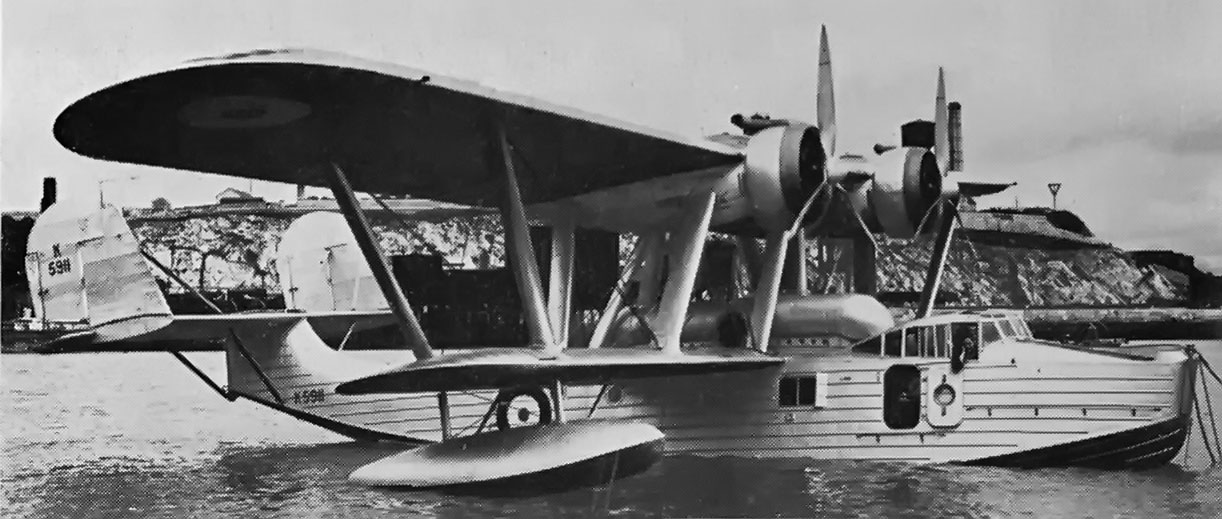
Saro London.

- Savoia-Marchetti SM.95
- Short Empire
- Short Mayo Composite
- Short Sunderland
- Supermarine Stranraer

- Supermarine Walrus
- Vickers Vespa
- Vickers Victoria
- Vickers Viastra X
- Vickers Vildebeest
- Vickers Vincent
- Vickers Valentia
- Vickers Wellington
- Vickers Wellesley
- Westland Wallace

## Especificaciones (Pegasus XVIII)[3]

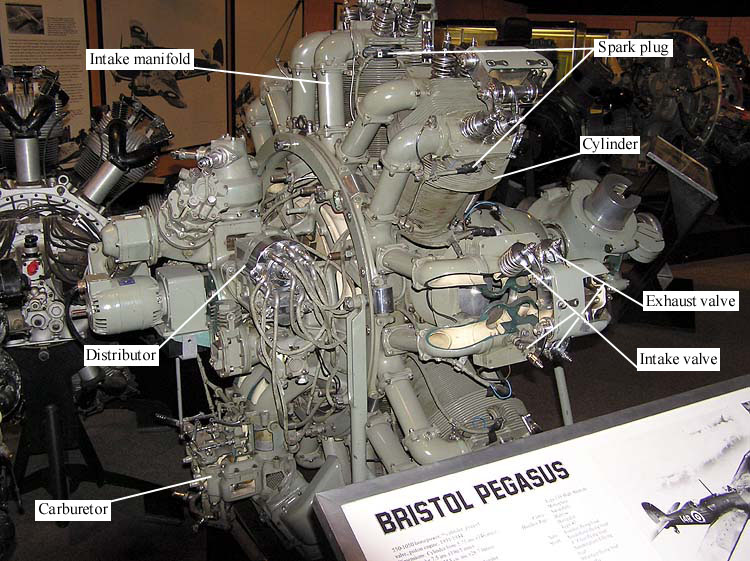
motor Bristol Pegasus con algunas descripciones de componentes.

- Tipo: Motor radial de 9 cilindros turboalimentado, enfriado por aire
- Diámetro: 146 mm
- Carrera: 190,5 mm
- Cilindrada: 28.720 cc
- Largo del motor: 1.390 mm
- Diámetro del motor: 1.405 mm
- Peso: 504 kg
- Válvulas: Cuatro válvulas por cilindro, dos de admisión y dos de escape rellenas de sodio
- Compresor: Centrífugo, de dos etapas
- Alimentación: carburador Claudel-Hobson
- Combustible: gasolina de 87 octanos
- Sistema de lubricación: cárter seco, con una bomba combinada de recuperación/presión
- Refrigeración: enfriado por aire
- Potencia:
  - 952 cv (710 kW) a 2.475 rpm al despegue
  - 986 cv (736 kW) a 2600 rpm a 915 m, primera etapa del compresor
  - 873 cv (651 kW) a 2600 rpm a 4.730 m, segunda etapa de compresor
- Cilindrada/potencia: 25,64 kW/l
- Consumo de combustible: 319 g/(kW•h)
- Consumo de aceite: 11 g/(kW•h)
- Peso/potencia: 1,46 kW/kg
- Compresión: 6,4:1
- Caja reductora: Farman de engranaje planetario, 0,5:1
- Hélice: Rotol de tripala con paso variable